# Setophaga pharetra
Setophaga pharetra là một loài chim trong họ Parulidae.
Đây là loài đặc hữu của Jamaica. Môi trường sống tự nhiên của chúng là rừng núi ẩm nhiệt đới hoặc cận nhiệt đới.